# ABC-79M
ABC-79M(4x4)（ルーマニア語: amfibiu blindat pentru cercetare）は、ルーマニアで開発された装甲兵員輸送車である。
以前はTABC-79(transportorul blindat pentru cercetare)として知られていたが、現在はABC-79Mとして知られている。

## 写真

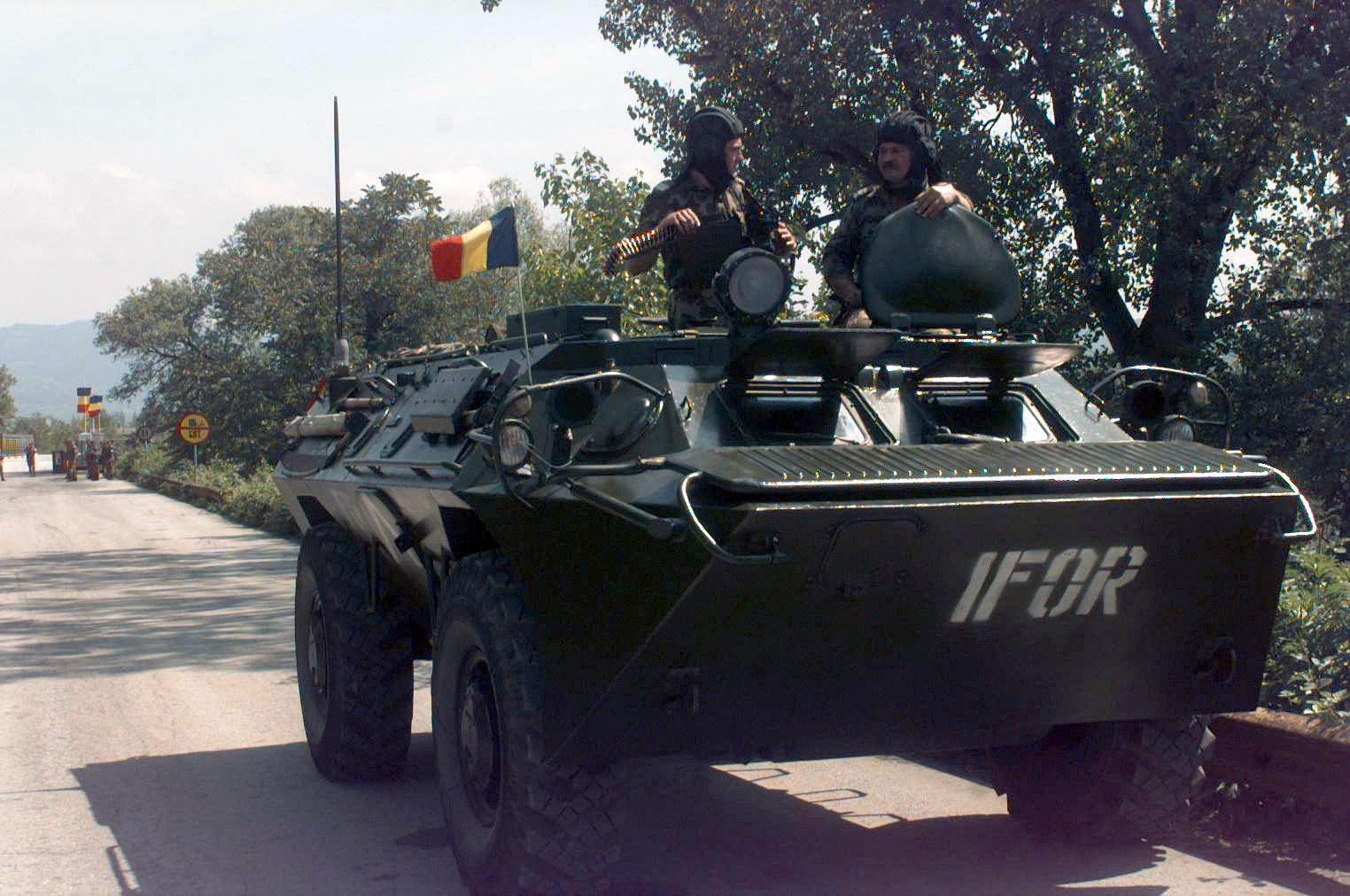
ボスニアで活動するTABC-79
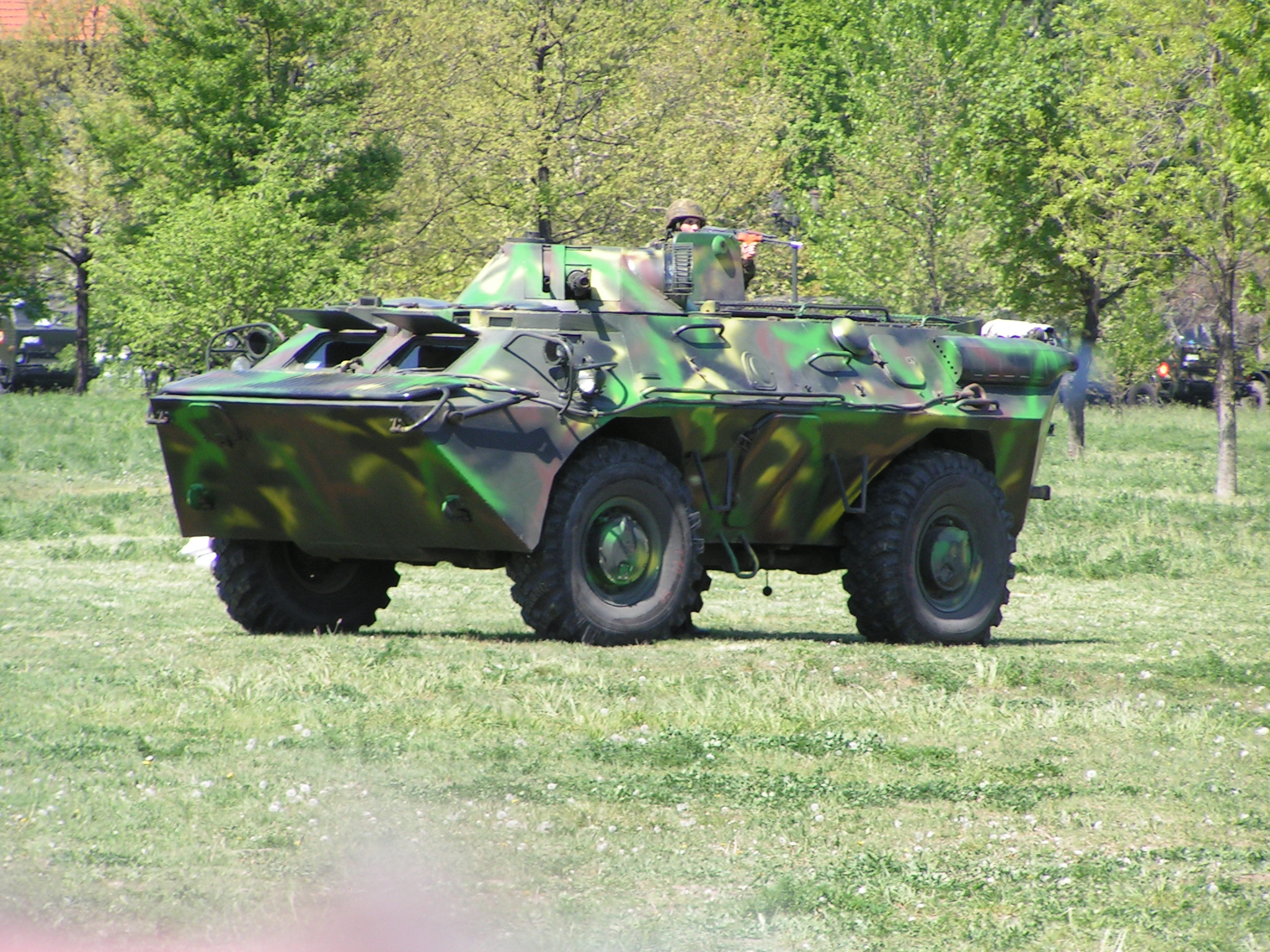
2007年の陸軍記念日におけるTABC-79
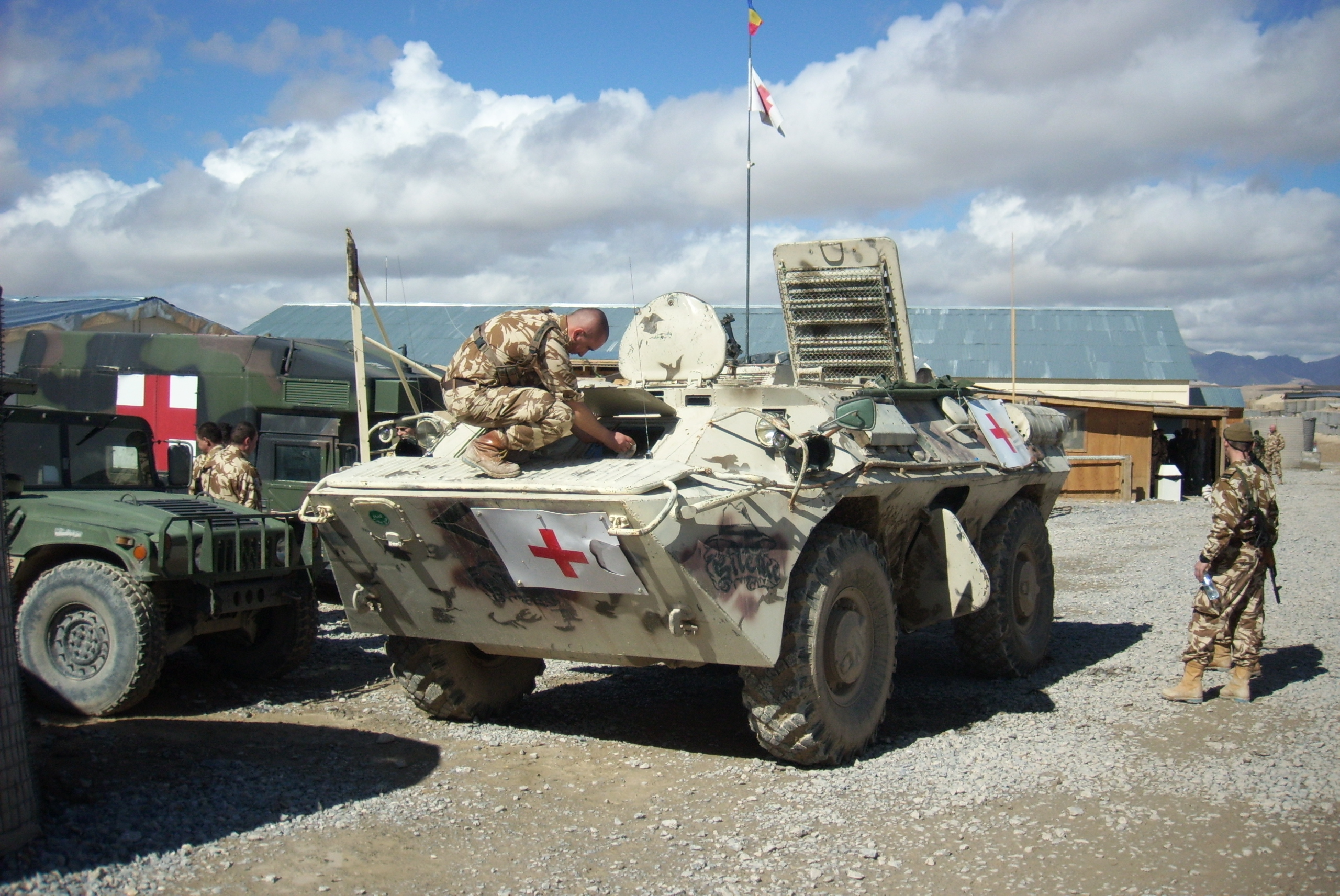
アフガニスタンで活動している装甲救急車型
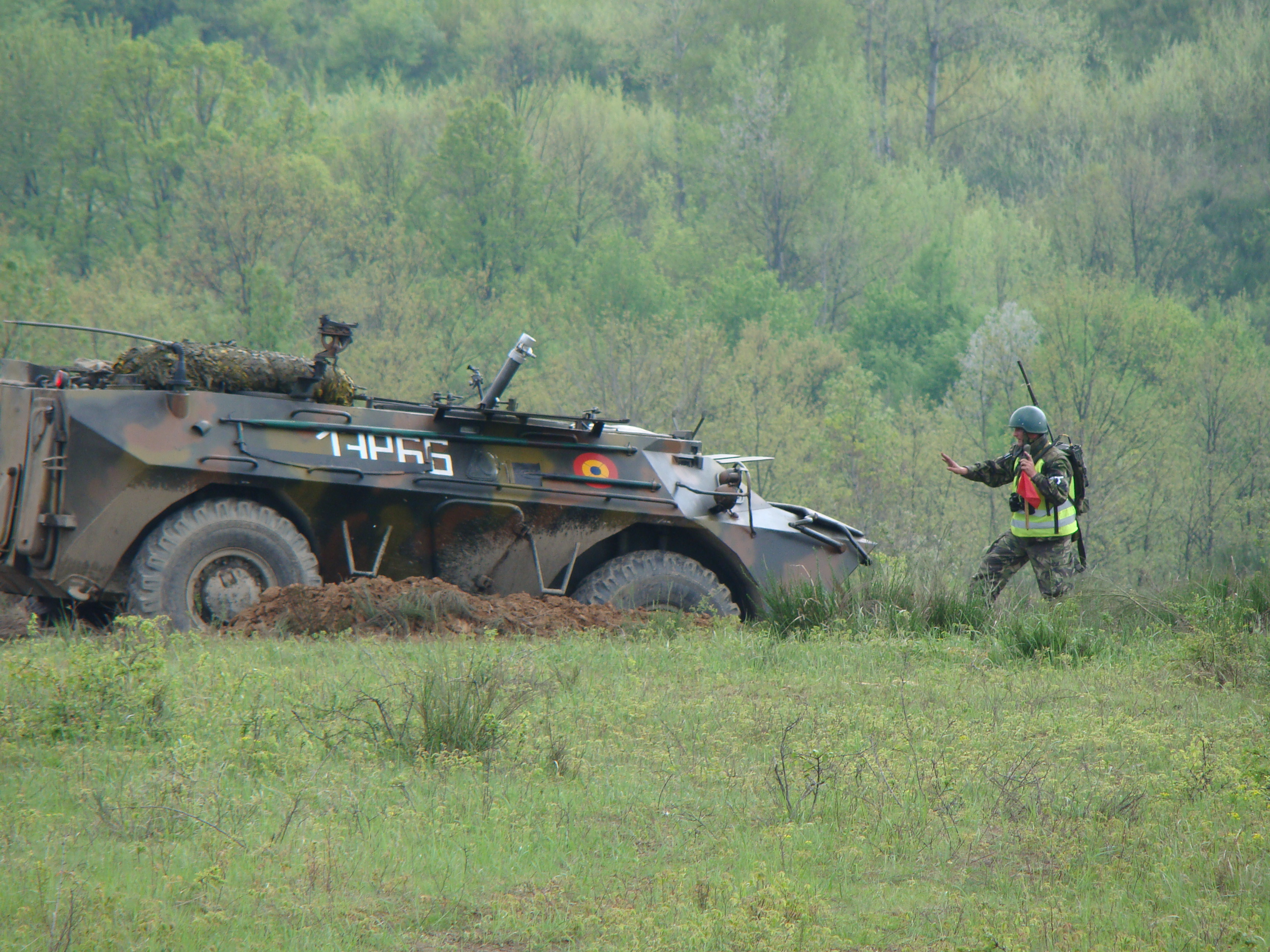
重迫撃砲を搭載しているTABC-79AR